# Skeletocutis alutacea
Skeletocutis alutacea är en svampart som först beskrevs av J. Lowe, och fick sitt nu gällande namn av Jean Keller 1979. Skeletocutis alutacea ingår i släktet Skeletocutis och familjen Polyporaceae.  Arten är reproducerande i Sverige. Inga underarter finns listade i Catalogue of Life.